# Луан Мадсон Жедеан де Паїва
Луан Мадсон Жедеан де Паїва (порт. Luan Madson Gedeão de Paiva, нар. 11 серпня 1990, Сан-Мігел-дус-Кампус) — бразильський футболіст, нападник клубу «Атлетіко Мінейру».

## Ігрова кар'єра
Народився 11 серпня 1990 року в місті Сан-Мігел-дус-Кампус. Вихованець футбольної школи клубу «Атлетіку Сорокаба», по завершенні якої потрапив в основний склад, з яким виграв Кубок штату Сан-Паулу в 2008 році і вийшов в Серію A Ліги Пауліста 2012. Був найкращим голеадором команди у чотирьох розіграшах Серії A2, а в 2011 та 2012 роках став другим у списку найкращих бомбардирів чемпіонату. Після п'яти років, проведених у складі «Атлетіко Сорокабы», у другій половині 2012 року був відданий в оренду в «Понте-Прету».
У липні 2011 року клуб «Комерсіал» провів серію товариських матчів у Європі, в яких взяв участь і Луан, що грав за клуб на правах оренди. Футболістом зацікавилися клуби з Європи. Він брав участь у передсезонній підготовці швейцарського «Базеля», зігравши в "Uhrencup" проти англійського «Вест Гем Юнайтед». Незважаючи на те, що в тому матчі бразилець відзначився гольовою передачею, що допомогло швейцарцям виграти турнір, клубу не вдалося досягти угоди про купівлю футболіста.
У сезоні 2012 року став виступати у бразильській Серії А, граючи на правах оренди за клуб «Понте-Прета», чим  зацікавив різні бразильські клуби, в тому числі і «Атлетіко Мінейру». «Понте-Прета» скористалася своїм правом першочергового викупу гравця і придбала 40% прав на гравця за 1,2 млн. бразильських реалів, але не змогла утримати в команді нападника.
Перед сезоном 2013 року керівництво «Атлетіко Мінейру» зацікавилося грою Луана, проте переговори з «Понте-Претою», яка сама тільки придбала права на футболіста, йшли важко. В результаті «Атлетіко Мінейру» зробило пропозицію «Атлетіко Сорокабі» про покупку інших 60% прав на гравця. У підсумку, нападник підписав чотирирічний контракт з «Атлетіко Мінейру». Луан припав до смаку вболівальникам "півнів". Його гра в матчі проти «Тіхуани» в першому чвертьфінальному матчі Кубка Лібертадорес 2013 мала важливе значення. Він зрівняв рахунок у матчі на 1-й доданій до основного часу хвилині. В підсумку «Атлетіко» вперше в своїй історії виграла цей найпрестижніший клубний південноамериканський трофей, а наступного року вперше виграла і Рекопу Південної Америки. Станом на 6 січня 2019 року відіграв за команду з Белу-Орізонті 143 матчі в національному чемпіонаті.

## Досягнення
«Атлетіку Сорокаба»
- Володар Кубка Сан-Паулу[en]: 2008

«Атлетіко Мінейру»
- Чемпіон штату Мінас-Жерайс: 2013, 2015, 2017
- Володар Кубка Лібертадорес: 2013
- Переможець Рекопи Південної Америки: 2014
- Володар Кубка Бразилії: 2014